# Европско првенство у атлетици у дворани 1976 — 400 метара за жене
Такмичење у бацању кугле у женској конкуренцији на 7. Европском првенству у атлетици у дворани 1976. одржано је 21. i 22. фебруара 1976. годинеу Атлетском делу олимпијске хале у Минхену (Западна Немачка).
Титулу освојену у Ротредамму 1975., није бранила Верона Елдер из Уједињеног Краљевства.

## Земље учеснице
Учествовало је 10 атлетичарки из 7 земаља.
| 1. Белгија (1) 2. Западна Немачка (2) 3. Југославија (1) 4. Лихтенштајн (1) | 1. Мађарска (1) 2. Совјетски Савез (2) 3. Француска (2) |

## Рекорди
| Рекорди пре почетка Европског првенства у дворани 1976.     | Рекорди пре почетка Европског првенства у дворани 1976. | Рекорди пре почетка Европског првенства у дворани 1976. | Рекорди пре почетка Европског првенства у дворани 1976. | Рекорди пре почетка Европског првенства у дворани 1976. | Рекорди пре почетка Европског првенства у дворани 1976. |
| ----------------------------------------------------------- | ------------------------------------------------------- | ------------------------------------------------------- | ------------------------------------------------------- | ------------------------------------------------------- | ------------------------------------------------------- |
| Светски рекорд                                              | Рита Вилден                                             | Западна Немачка                                         | 52,28                                                   | Дортмунд, Западна Немачка                               | 7. фебруар 1976.                                        |
| Европски рекорд                                             | Рита Вилден                                             | Западна Немачка                                         | 52,28                                                   | Дортмунд, Западна Немачка                               | 7. фебруар 1976.                                        |
| Рекорди европских првенстава                                | Надешда Иљина                                           | Совјетски Савез                                         | 52,44                                                   | Гетеборг, Шведска                                       | 10. март 1974.                                          |
| Рекорди после завршеног Европског првенства у дворани 1975. |                                                         |                                                         |                                                         |                                                         |                                                         |
| Светски рекорд                                              | Рита Вилден                                             | Западна Немачка                                         | 52,26                                                   | Минхен, Западна Немачка                                 | 22. фебруар 1976.                                       |
| Европски рекорд                                             | Рита Вилден                                             | Западна Немачка                                         | 52,26                                                   | Минхен, Западна Немачка                                 | 22. фебруар 1976.                                       |
| Рекорди европских првенстава                                | Рита Вилден                                             | Западна Немачка                                         | 52,26                                                   | Минхен, Западна Немачка                                 | 22. фебруар 1976.                                       |

## Освајачице медаља
|                             |                             |                                |
| Рита Вилден Западна Немачка | Јелица Павличић Југославија | Инта Климовича Совјетски Савез |

## Резултати
У трци на 400 метара такмичило се у три нивоa: квалификације, полуфинале и финале. Квалификације и полуфинале одржане су 21. а финале 22. фебруара.

### Квалификације
У квалификацијама је учествовало 10 спринтерки, подељене у 3 групе. За полуфинале пласирало се 8. односно по две првопласиране из сваке групе  КВ и две на основу постигнутог резултата кв.

| Место | Група | Атлетичарка         | Земља           | ЛР         | ЛРС   | Резул. | Бел.    |
| ----- | ----- | ------------------- | --------------- | ---------- | ----- | ------ | ------- |
| 1.    | 3     | Рита Вилден         | Западна Немачка | 52,28 СРд  | 52,28 | 54,00  | КВ,     |
| 2.    | 3     | Инта Климовича      | Совјетски Савез | 52,44      | 54,09 | 54,09  | КВ, ЛРд |
| 3.    | 2     | Јелена Павличић     | Југославија     | 52,54, НРд | 52,24 | 54,44  | КВ      |
| 4.    | 1     | Љубов Аксенова      | Совјетски Савез |            |       | 54,44  | КВ,     |
| 5.    | 2     | Дагмар Фурлан       | Западна Немачка |            |       | 54,57  | КВ      |
| 6.    | 2     | Розин Валез         | Белгија         |            |       | 7,37   | КВ, ЛРд |
| 7.    | 1     | Ева Тот             | Мађарска        |            |       | 54,61  | кв      |
| 8.    | 2     | Патрисија Дабронвил | Француска       |            |       | 55,69  | кв      |
| 9.    | 1     | Катерин Делашанал   | Француска       |            |       | 55,71  |         |
| 10.   | 3     | Марија Ритер        | Лихтенштајн     |            |       | 59,53  | НРд     |

### Полуфинале
У у полуфиналу 8 спринтерки подељене су  у две групе, а за финале пласирале се по две првопласиране из обе групе КВ.
| Пласман | Група | Атлетичарка         | Земља             | Време | Белешка |
| ------- | ----- | ------------------- | ----------------- | ----- | ------- |
| 1.      | 1     | Јелица Павличић     | Југославија       | 53,31 | КВ      |
| 2.      | 1     | Инта Климовича      | Совјетски Савез   | 53,31 | КВ      |
| 3.      | 1     | Дагмар Фурлан       | Западна Немачка   | 53,36 |         |
| 4.      | 1     | Ева Тот             | Мађарска          | 53,99 |         |
| 5.      | 2     | Рита Вилден         | Западна Немачка   | 24,17 | КВ      |
| 6.      | 2     | Љубов Аксенова      | Совјетски Савез\| | 54,37 | КВ      |
| 7.      | 2     | Розин Валез         | Белгија           | 55,39 |         |
| 8.      | 2     | Патрисија Дабронвил | Француска         | 57,30 |         |

### Финале
| Пласман | Атлетичарка     | Земља           | Време  | Белешка   |
| ------- | --------------- | --------------- | ------ | --------- |
|         | Рита Вилден     | Западна Немачка | 52,26  | СРд,<ref> |
|         | Јелица Павличић | Југославија     | 52,47  | НРд       |
|         | Инта Климовича  | Совјетски Савез | 52,801 | НРд       |
| 4.      | Љубов Аксенова  | Совјетски Савез | 53,60  |           |

## Укупни биланс медаља у трци на 60 метара за жене после 6. Европског првенства у дворани 1970—1976.
|    | Земља                |   |   |   |    |
| -- | -------------------- | - | - | - | -- |
| 1. | Источна Немачка      | 4 | 2 | 0 | 6  |
| 2. | Западна Немачка      | 2 | 1 | 1 | 4  |
| 3. | Уједињено Краљевство | 1 | 1 | 0 | 2  |
| 4. | Француска            | 0 | 2 | 2 | 4  |
| 5. | Југославија          | 0 | 1 | 0 | 1  |
| 6. | Пољска               | 0 | 0 | 2 | 2  |
| 7. | Совјетски Савез      | 0 | 0 | 1 | 1  |
| 7. | Холандија            | 0 | 0 | 1 | 1  |
|    | Укупно {7}           | 7 | 7 | 7 | 21 |

|    | Атлетичар        | Земља                |    |    |    |    |
| -- | ---------------- | -------------------- | -- | -- | -- | -- |
| 1. | Ренате Мајснер*  | Источна Немачка      | 4* | 0  | 0  | 4  |
| 2. | Анергет Рихтер*  | Западна Немачка      | 1  | 1* | 1  | 3  |
| 3. | Андреа Линч      | Уједињено Краљевство | 1  | 1  | 0  | 2  |
| 4. | Силвијан Телије* | Француска            | 0  | 2  | 2* | 4* |
| 5. | Ирена Шевињска   | Пољска               | 0  | 0  | 2  | 2  |